# Dominique Jean Larrey

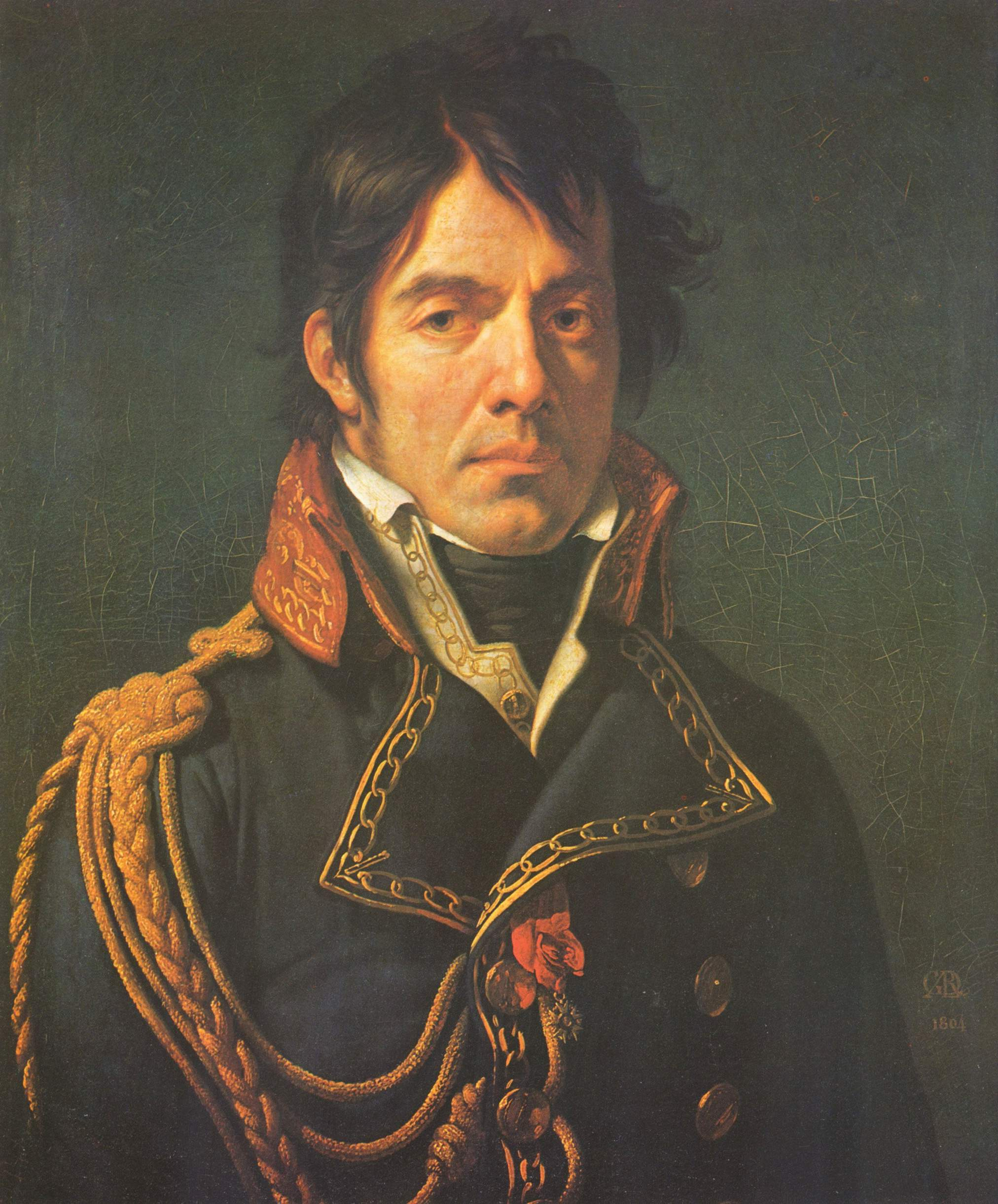
Dominique Jean Larrey, Porträt von Anne-Louis Girodet-Trioson, 1804

Dominique Jean Larrey, auch Dominique-Jean Larrey und Jean Dominique Larrey, ab 1809 Baron (* 8. Juli 1766 in Beaudéan (Hautes-Pyrénées); † 25. Juli 1842 in Lyon), war ein französischer Militärarzt und Chirurg sowie Leibarzt von Napoleon Bonaparte und stand aufgrund seiner großen Leistungen auch nach dem Sturz Napoleons an der Spitze des französischen Militärwesens.

## Leben
Dominique Jean Larrey wurde als Sohn eines Schuhmachers in bescheidenen Verhältnissen geboren. Nach dem Tod des Vaters wuchs er bei seinem Onkel Alexis Larrey auf, der Chef-Chirurg an einem Krankenhaus in Toulouse war. Dominique Jean studierte an den Universitäten Toulouse und Paris. Ab 1787 war er als Chirurg bei der königlichen Marine tätig. Er nahm als Schiffsarzt („Ober-Schiffswundarzt“) an den Expeditionen mit der Fregatte Vigilante nach Neufundland teil, wo die dortigen Fischerei-Niederlassungen geschützt werden sollten. Er diente ab 1792 in der Rheinarmee, brachte es als Chirurg bis zum Oberfeldscher der Großen Armee von Napoleon I. und wurde auch dessen persönlicher Leibarzt.

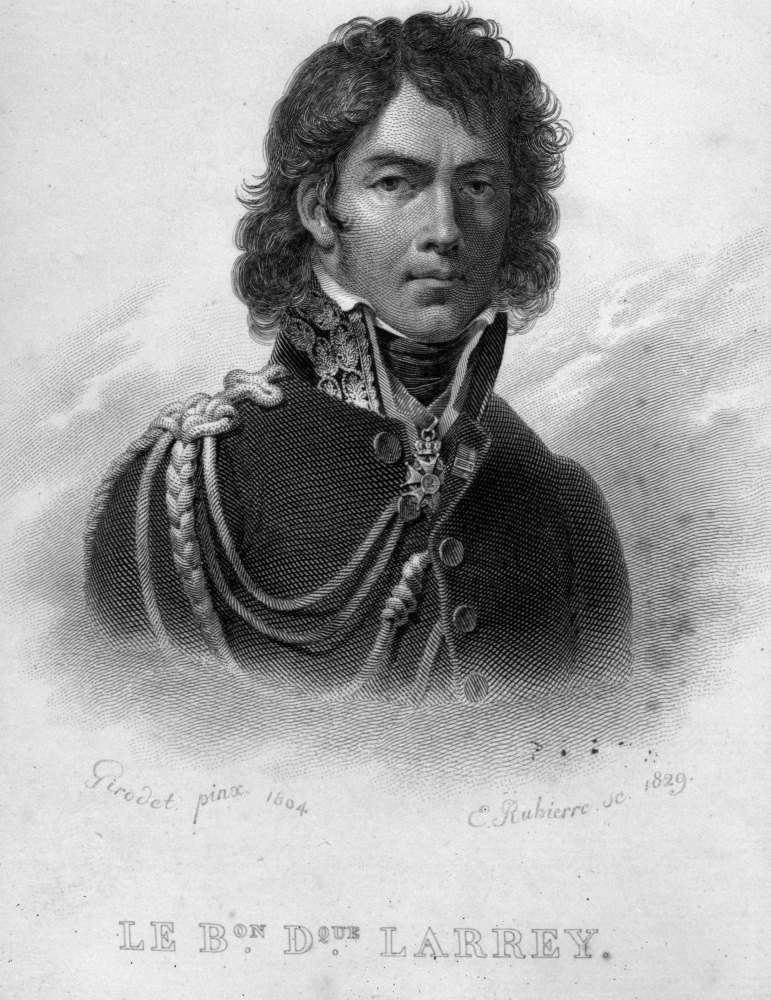
Stich nach dem Porträt von Girodet-Trioson

Als Feldchirurg befasste er sich hauptsächlich mit militärischen Entwicklungen. So führte er beispielsweise 1793 als Chirurg I. Klasse bei Luckners Heer gegen große Widerstände seine Idee der Ambulances volantes („Fliegende Lazarette“, vergleichbar den späteren Hauptverbandplätzen) ein und organisierte Feldlazarette in Indien und Ägypten. 1796 wurde er zum Professor der Militärärztlichen Schule des Militärhospitals Val-de-Grâce in Paris ernannt. Im Jahr 1797 war er Chefchirurg in der italienischen Armee, bei der er erstmals leichte Feldlazarette einrichtete, und 1798 ging er als Officier de santé en chef mit Napoleons zu dessen Feldzügen in Ägypten. Im Jahr 1803 wurde er in Paris promoviert (Thema der Dissertation: Sur les amputations des membres à la suite des coups de feu).
Larrey gilt als Schöpfer einer neuen Kriegschirurgie. Vor Larrey bestand Militärchirurgie aus feldfernen Lazaretten, die zu spät an die Verwundeten kamen und oft nur noch die Leichen und Sterbenden einsammeln konnten. Larrey ging mit auf das Feld. Seine Hilfsbereitschaft und Hingabe waren legendär und brachten ihm von allen Seiten höchsten Respekt ein. Auch die Weiterentwicklung medizinischer Methoden, z. B. Resektionen und Amputationen, ist ihm zu verdanken. Er hatte die Idee, zurückgebliebene Muskeln nach einer Amputation für die willkürliche Bewegung einer Handprothese zu nutzen (konstruiert wurde eine solche künstliche Hand im 19. Jahrhundert durch den Techniker und Zahnarzt Peter Baliff und für Patienten realisiert nach dem Ersten Weltkrieg durch Ferdinand Sauerbruch). 1810 veröffentlichte er in Paris seine drei Bücher Chirurgische Denkwürdigkeiten.
Am 4. März 1794 hatte er die Malerin Marie-Élisabeth Laville-Leroux geheiratet, die jüngste Tochter von René Laville-Leroux, kurzzeitig Finanzminister unter Ludwig XVI. Sein Sohn Félix Hippolyte wurde am 18. September 1808 geboren.

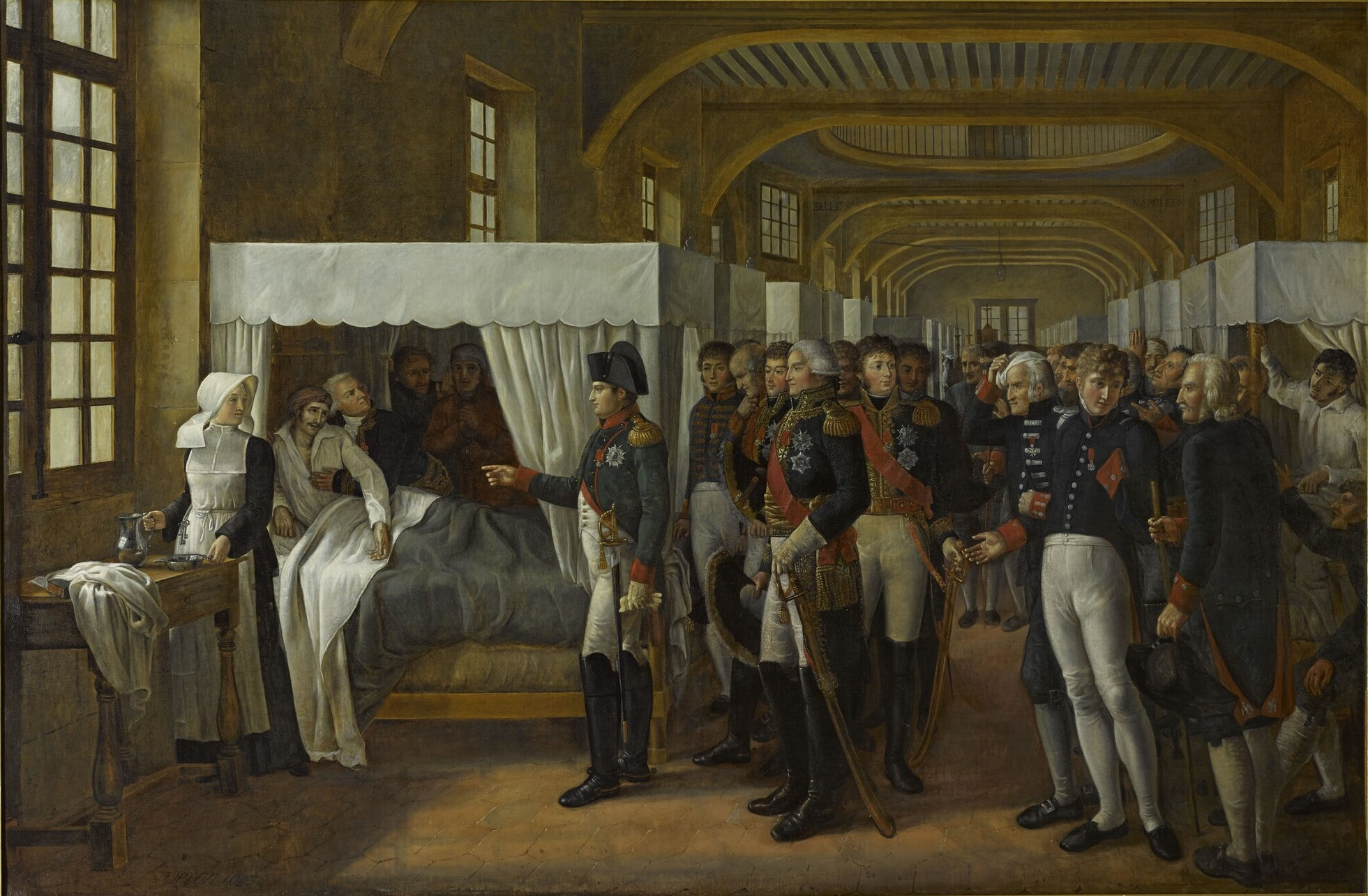
Napoleon am 11. Februar 1808 beim Besuch eines Lazaretts, Gemälde von Alexandre Veron-Bellecourt

Nachdem Larrey 1805 zum Generalinspekteur des Sanitätsdienstes der Armee ernannt worden war, beteiligte er sich an Napoleons Feldzügen in Deutschland, Österreich und Spanien. Am 6. Juli 1809 wurde er von Napoleon zum Baron ernannt. Am 12. Februar 1812 wurde Larrey zum Chef-Chirurgen für den Russlandfeldzug ernannt. Er wurde nach Magdeburg beordert, wo er den Chefarzt der Armee, Baron Desgenettes, traf. Von dort reiste er nach Berlin, wo er einen Operationskursus vor preußischen Ärzten abhielt, an dem Christoph Wilhelm Hufeland, Leibarzt des preußischen Königs, Johann Goercke, zu dem Zeitpunkt Generalchirurg der preußischen Armee, der Chefarzt der preußischen Armee Wibel und weitere Ärzte teilnahmen. Nach eigenen Angaben amputierte er während und nach der am 7. September 1812 stattgefundenen Schlacht bei Borodino in 24 Stunden 200 Arme und Beine. Bei Witebsk exartikulierte er auf dem Schlachtfeld erstmals ein Bein im Hüftgelenk.
Beim Rückzug über die Beresina rettete Larrey viele Verwundete. In dem Durcheinander der Schlacht überquerte Larrey, der Chirurg der Garde, die Brücke sogar zweimal. Seine chirurgischen Werkzeuge waren noch auf einem Wagen an der Ostseite und er holte das Besteck, mit dem er noch viele Leben rettete, noch persönlich ab. Beim zweiten Mal – zuerst hatte er die Brücke mit der Garde Napoleons überquert – wäre er nicht mehr über die Brücke gekommen, wenn ihn nicht viele Soldaten erkannt und ihm geholfen hätten.

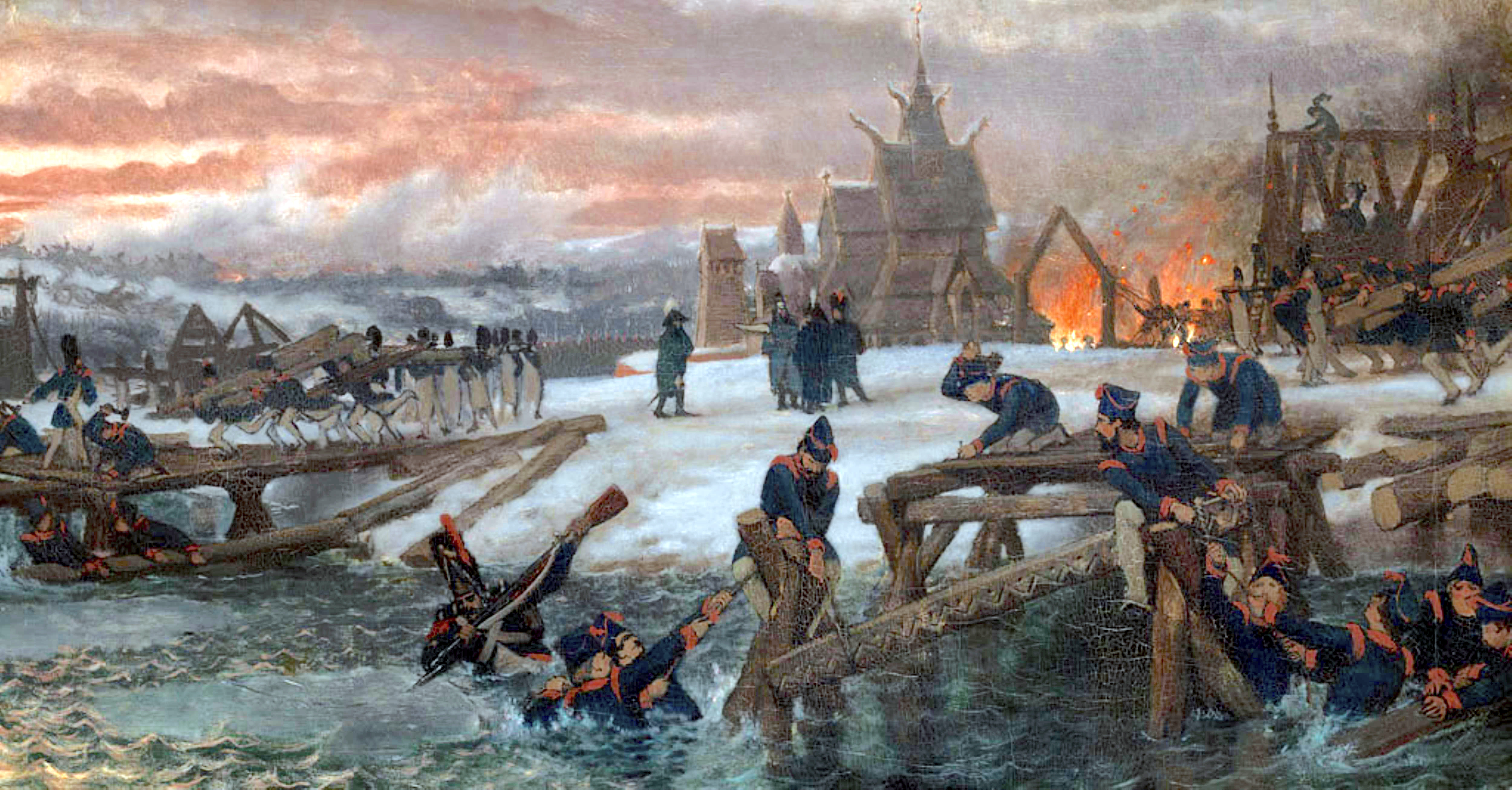
Pioniere beim Bau der Behelfsbrücken über die Beresina, Gemälde von Lawrence Alma-Tadema

Im September 1813 widerlegte er Soults Anschuldigungen der Selbstverstümmelung von jungen Rekruten bei der verlustreichen Schlacht bei Bautzen. Napoleon gewährte ihm daraufhin eine Staatspension. Bei Dresden versorgte er den Sohn Blüchers nach dessen Verwundung. In der Völkerschlacht bei Leipzig verlor er beim Rückzug den gesamten Tross der Ambulanz, worauf die Sterblichkeitsquote bei den französischen Soldaten anstieg. Nach der ersten Verbannung Napoleons blieb Larrey Chefchirurg der Garde. Bei Belle-Alliance wurde Larrey verwundet und gefangen genommen, seine Erschießung sei jedoch von preußischen Offizieren, die ihn als berühmten Chirurgen identifizierten, verhindert worden. Er erlebte die Schlacht bei Waterloo als Chefchirurg, Wellington wies seine Artillerie an, das französische Feldlazarett direkt im Zentrum der Schlacht nicht zu beschießen. Nach der Schlacht und der Versorgung aller Verwundeten wurde er von Marschall Blücher zum Essen eingeladen. Er war der einzige Soldat Frankreichs aus den Revolutionskriegen, dem Napoleon, Blücher und Wellington Hochachtung erwiesen.
In der Zeit der Restauration verlor Larrey von 1815 bis 1817 alle Ämter und Pensionen. Er wurde am 9. April 1818 durch den König selbst rehabilitiert und wieder Oberwundarzt der königlichen Garde und Chef des Hotel des Invalides. Napoleon vermachte ihm in seinem Testament 1821 100.000 Francs und bezeichnet ihn nochmals als tugendhaftesten Mann, den er kennengelernt hat. Bei der Umbettung Napoleons von St.Helena nach Paris am 5. Dezember 1840 war Dominique Larrey einer der wenigen Weggefährten, die noch dabei waren, darunter drei von 26 Marschällen des Kaisers: Jean-de Dieu Soult, Herzog von Dalmatien, als Premierminister, Nicolas Charles Oudinot, Herzog von Reggio als Großkanzler der Ehrenlegion und Adrien Moncey, Herzog von Conegliano als Gouverneur der Invalidenstiftung.

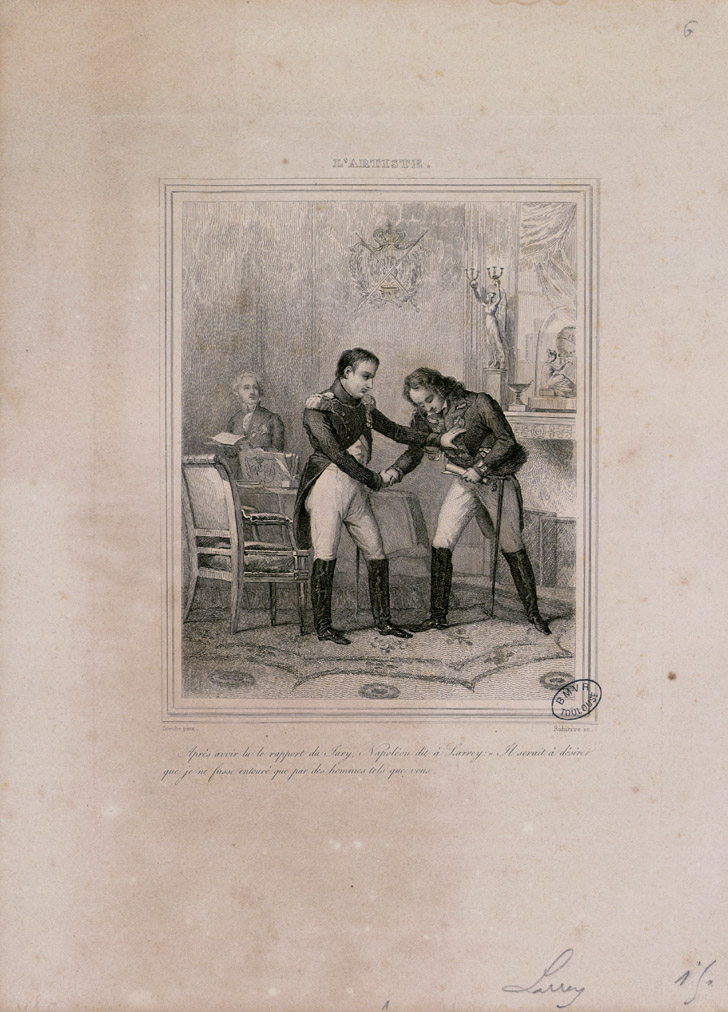
Larrey mit Napoleon

Dominique Jean Larrey starb 1842 nach einer Inspektionsreise nach Algier, die er zusammen mit seinem Sohn Félix-Hippolyte unternommen hatte.
Marschall Soult, sein persönlicher Feind, verhinderte mit einer Intrige die Beisetzung im Invalidendom, eine späte Rache für die Niederlage bei dem Streit über die angebliche Selbstverstümmelung von jungen Rekruten 1813, die Soult fälschlicherweise dem Kaiser vorgetragen hatte.
Larrey war einer der ersten Ärzte, der die lokalanästhetische Wirkung von Kälte beobachtete. Nach der bei grimmiger Kälte ausgefochtenen Schlacht von Preußisch Eylau am 7. und 8. Februar 1807 nahm er (bei minus 19° Kälte) Amputationen vor, ohne dass einige der Verletzten Schmerzenslaute von sich gaben. Durch die durch Minustemperaturen erzeugte Unterkühlung waren die peripheren Nerven von Larreys Patienten weitgehend schmerzunempfindlich geworden. Darüber hinaus beobachtete er, dass die Überlebenschancen Verwundeter, die auf dem Schlachtfeld liegen geblieben waren, größer waren als bei denen, die sofort ins Lazarett kamen. Der Grund waren wohl Fliegenmaden, die sich in den Wunden unbehandelter Soldaten festsetzten und eine schnellere Wundreinigung bewirkten und so eine Blutvergiftung verhinderten. Zudem nähte er weder Schusswunden noch Amputationswunden, sondern erweiterte und behandelte diese offen. Er schilderte eindrucksvoll, wie nach der 
Schlacht von Smolensk am 17. August 1812 zwei französische Offiziere eines polnischen Korps unter dem Fürsten Józef Antoni Poniatowski, die, von polnischen Ärzten mit Amputation behandelt, infolge der Naht ihrer Wunden an Gasphlegmone starben.
Larreys „fliegende Lazarette“ wurden später von vielen anderen Ländern kopiert. Zu seinen Zielen gehörte es auch, den verletzten feindlichen Soldaten umfassende Hilfe zukommen zu lassen.
Nach Larrey wurde die „Larrey-Hernie“ (Krankheit) benannt. Des Weiteren hat er die Bezeichnung Schock für die Symptome, die ein hoher Blutverlust mit sich führt, zum ersten Mal verwendet. Er hatte beobachtet, dass Soldaten, die einen Schlag (französisch choc) in den Bauch bekommen hatten, ganz ohne äußere Verletzungen blass und kaltschweißig wurden und schließlich starben. Er fand heraus, dass sie an inneren Blutungen gestorben waren, und stellte damit den Zusammenhang her, dass Soldaten mit großen äußeren Verletzungen nicht an den Verletzungen selbst, sondern am damit verbundenen Blutverlust starben. Er nannte das symptome de choque, Schocksymptomatik, wie man noch heute sagt.

„Larrey ist der redlichste Mann und der größte Freund der Soldaten, den ich je gekannt habe. Wachsam und unermüdlich in der Pflege der Verwundeten, sah man ihn auf dem Schlachtfeld nach einer Aktion, von einem Train junger Chirurgen begleitet, sorgfältig nachforschen, ob in den Körpern noch ein Lebenszeichen zu entdecken ist. In der rauesten Witterung, in der Nacht wie am Tage, wurde er so unter den Verwundeten gesehen. Selten erlaubte er seinen Gehilfen einen Augenblick auszuruhen. Er plagte die Generale und störte sie nachts auf ihren Betten auf, wenn irgendeine Anordnung oder Hilfe für die Verwundeten oder Kranken nötig war. Sie fürchteten ihn alle, denn sie wussten, dass er jeden Augenblick bereit war, zu mir zu gehen und mir die Klagen vorzulegen. Er war der unerbittliche Feind der Lieferanten.“

Larreys Sohn Félix Hippolyte (Baron) Larrey (1808–1895) wurde Militärchirurg und Leibarzt von Napoleons III.

## Ehrungen und Gedenken

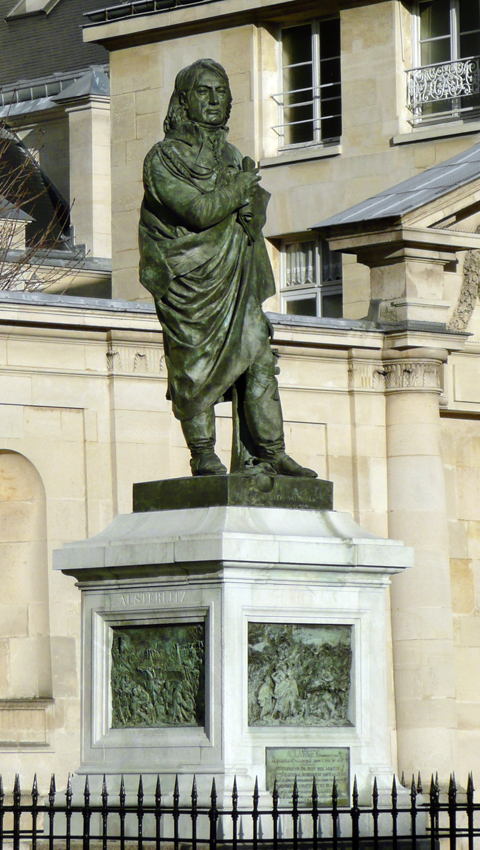
Larrey-Denkmal im Hof von Notre-Dame du Val-de-Grâce

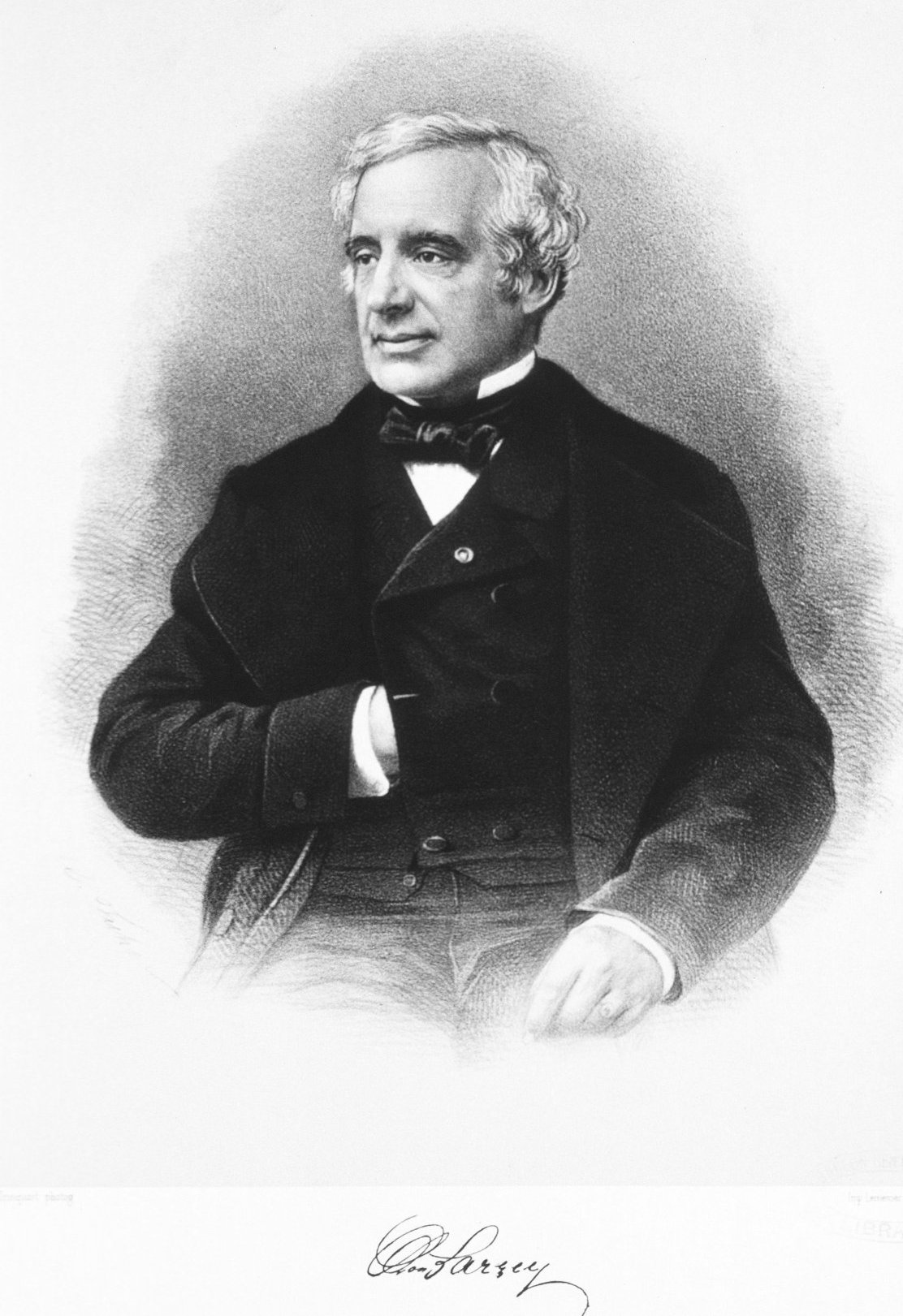
Larreys Sohn Felix (1808–1895) war ebenfalls Militärchirurg

Dominique Jean Larrey wurde im Caveau des Gouverneurs der Cathédrale Saint-Louis-des-Invalides in Paris beigesetzt. Sein Name ist am Triumphbogen in Paris in der 30. Spalte eingetragen. Eine von Pierre Jean David d’Angers geschaffenes Bronzestatue Larreys wurde im Hof der Pariser Kirche Notre-Dame du Val-de-Grâces errichtet. Im April 1806 wurde ein Kap im damals auf Französisch als Terre de Witt bezeichneten Westaustralien nach Larrey benannt.
Seit 1806 war er korrespondierendes Mitglied der Bayerischen Akademie der Wissenschaften. 1812 nahm ihn die Preußische Akademie der Wissenschaften als korrespondierendes Mitglied auf. 1822 wurde er zum Ehrenmitglied (Honorary Fellow) der Royal Society of Edinburgh gewählt. 1829 wurde er Mitglied der Académie des sciences in Paris. In einem damaligen Wohngebiet des französischen Militärs in Berlin-Tegel gibt es eine Rue Dominique Larrey.

## Schriften (Auswahl)
- Mémoire sur l’ophthalmie régante en Egypte. Kairo 1800–1801.
- Relation historique et chirurgicale de l’expédition de l’armée d’orient, en Egypte et en Syrie. Demonville, Paris 1803.
- Sur une blessure du péricarde suivie d’hydropéricarde. In: Bull. Sci. Med. Band 6, 1910, S. 1 ff.
- Mémoires de chirurgie militaire, et campagnes. 4 Bände. J. Smith, Paris 1812–1817 (Band 1 – Internet Archive, Band 2 – Internet Archive, Band 3 – Internet Archive, Band 4 – Internet Archive)
  - Richard H. Willmott: Memoirs of military surgery. Cushing, Baltimore 1814 (englische Übersetzung der Bände 1–3, archive.org)
  - John C. Mercer: Surgical memoirs of the campaigns of Russia, Germany, and France. Carey & Lea, Philadelphia 1832 (englische Übersetzung des 4. Bandes, archive.org)
  - J. D. Larrey’s Medicinisch-chirurgische Denkwürdigkeiten aus seinen Feldzügen. Feldzüge von 1812 bis 1814.[28] 2 Bände. Wilhelm Engelmann, Leipzig 1813–1819 (deutsche Übersetzung: Gottfried Wilhelm Becker?) 
    - 1. Band, 1813, Digitalisat
    - 2. Band, 1819, Digitalisat
    - J. D. Larrey’s Medizinisch-chirurgische Abhandlungen zugleich als Nachtrag zu dessen medizinisch-chirurgische Denkwürdigkeiten. Johann Friedrich Hartknoch, Leipzig 1824, (deutsche Übersetzung), Digitalisat

  - F[ranz Ludwig] Amelung (Hrsg.): Chirurgische Klinik, eine Sammlung von Erfahrungen in den Feldzügen und Militärhospitälern von 1792 bis 1829 vom Baron D.J. Larrey. 3 Bände. Carl Wilhelm Leske, Leipzig/Darmstadt, 1831; Band 3 von 1792 bis 1832, ebenda 1834.
    - 1. Band, Digitalisat
    - 2. Band, Digitalisat
- Clinique chirurgicale, exercée particulièrement dans les camps et les hôpitaux militaires depuis 1792 jusqu'en 1829. Paris 1829–1836.